# Бірськ – Карманово
Бірськ – Карманово – газопровід у Башкортостані.
Головним завданням спорудженого в 1983 році газопроводу є живлення Кармановської ТЕС, що до подачі блакитного палива споживала мазут із високим вмістом сірки. Газопровід починається від траси Південного газотранспортного коридору (газопроводи Уренгой – Новопсков, Челябінськ – Петровськ) на ділянці між компресорними станціями Поляна та Москово.
Довжина трубопроводу 139 км. Він виконаний в діаметрі 720 мм розрахований на робочий тиск у 7,5 МПа.